# سدلیستویه

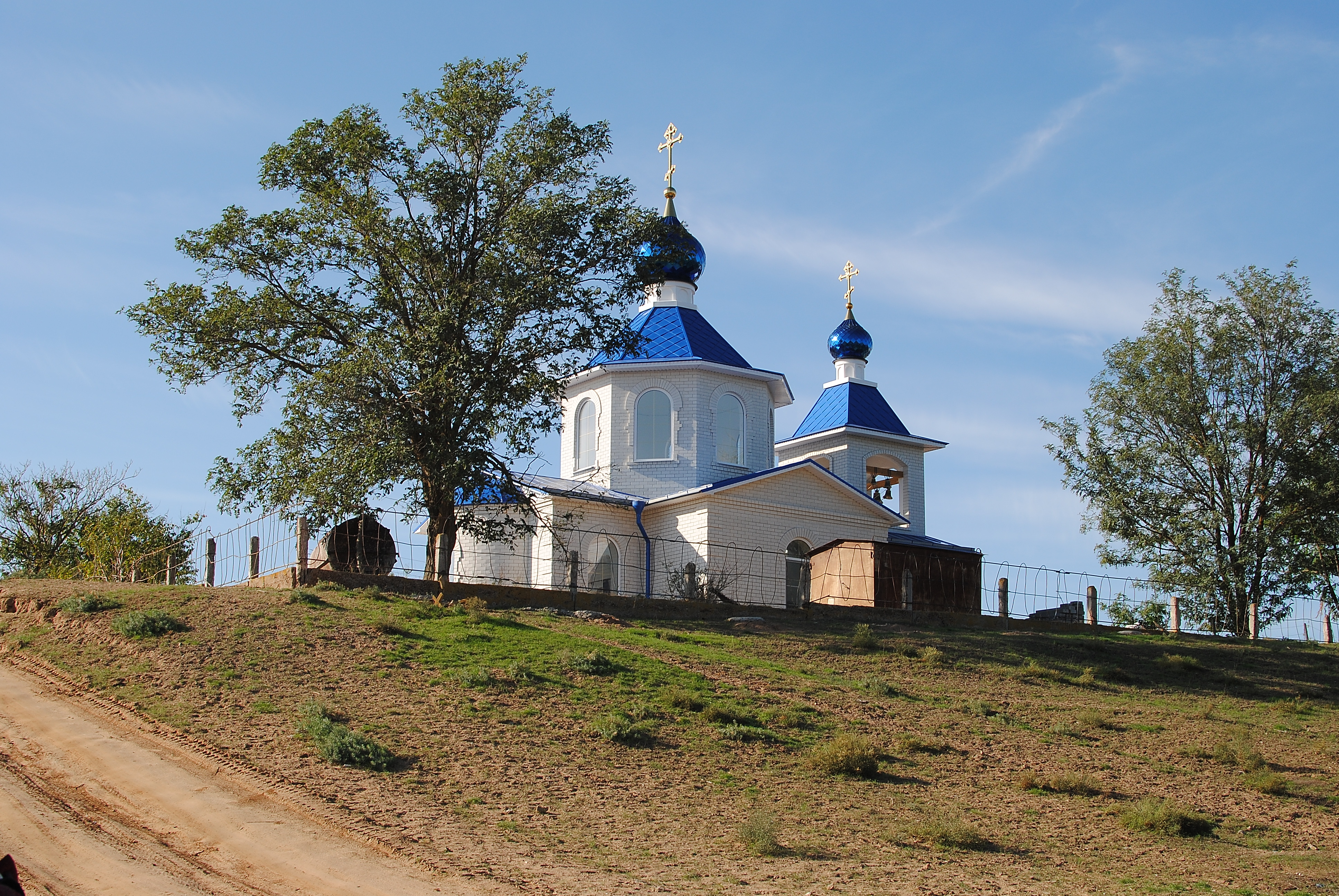
سدلیستویه

سدلیستویه (به لاتین: Sedlistoye) یک منطقهٔ مسکونی در روسیه است که در استان آستراخان واقع شده‌است.